# Формула-1 — Гран-прі Японії 2022
Гран-прі Японії 2022 (офіційно — Formula 1 Honda Japanese Grand Prix 2022) — автоперегони чемпіонату світу з Формули-1, які відбулися 9 жовтня 2022 року. Гонка була проведена на трасі Судзука у м. Судзука (Міє, Японія). Це вісімнадцятий етап чемпіонату світу і сорок шосте Гран-прі Японії в історії.
Переможцем гонки і водночас чемпіоном світу став нідерландець Макс Ферстаппен (Ред Булл — RBPT). Друге місце посів Серхіо Перес (Ред Булл — RBPT), а третє — Шарль Леклер (Феррарі).
Чинним переможцем гонки був Вальттері Боттас, який у 2019 році виступав за команду Мерседес.

## Положення у чемпіонаті перед гонкою
| Місце   | Пілот               | Очки |
| ------- | ------------------- | ---- |
| 1       | Макс Ферстаппен     | 341  |
| 2       | Шарль Леклер        | 237  |
| 3       | Серхіо Перес        | 235  |
| 4       | Джордж Расселл      | 202  |
| 5       | Карлос Сайнс (мол.) | 202  |
| Джерело |                     |      |

| Місце   | Конструктор         | Очки |
| ------- | ------------------- | ---- |
| 1       | Ред Булл — RBPT     | 576  |
| 2       | Феррарі             | 439  |
| 3       | Мерседес            | 373  |
| 4       | Макларен — Мерседес | 129  |
| 5       | Альпін — Рено       | 125  |
| Джерело |                     |      |

## Шини
Через дощ під час гран-прі було дозволено використовувати 5 типів шин Pirelli: hard, medium, soft, intermediate і wet.
| Hard | Medium | Soft | Intermediate | Wet |
| ---- | ------ | ---- | ------------ | --- |

## Розклад
| Дата          | Подія           | Час           |
| ------------- | --------------- | ------------- |
| 7 жовтня 2022 | Вільний заїзд 1 | 06:00 — 07:00 |
| 7 жовтня 2022 | Вільний заїзд 2 | 09:00 — 10:00 |
| 8 жовтня 2022 | Вільний заїзд 3 | 06:00 — 07:00 |
| 8 жовтня 2022 | Кваліфікація    | 09:00 — 10:00 |
| 9 жовтня 2022 | Гонка           | 08:00 — 10:00 |
| Джерело       |                 |               |

## Умови для чемпіонства
| Місце | Пілот                 | Пілот                            | Пілот                            |
| Місце | Макс Ферстаппен       | Шарль Леклер                     | Серхіо Перес                     |
| ----- | --------------------- | -------------------------------- | -------------------------------- |
| Місце | 1-ше + найшвидше коло | Місце неважливе                  | Місце неважливе                  |
| Місце | 1-ше                  | 3-тє або нижче                   | Місце неважливе                  |
| Місце | 2-ге + найшвидше коло | 5-те або нижче                   | 4-те                             |
| Місце | 2-ге                  | 5-те або нижче без швидкого кола | 4-те або нижче без швидкого кола |
| Місце | 3-тє + найшвидше коло | 6-те або нижче                   | 5-те або нижче                   |
| Місце | 3-тє                  | 7-ме або нижче                   | 6-те або нижче                   |
| Місце | 4-те + найшвидше коло | 8-ме або нижче                   | 7-ме або нижче                   |
| Місце | 4-те                  | 8-ме або нижче без швидкого кола | 7-ме або нижче без швидкого кола |
| Місце | 5-те + найшвидше коло | 9-те або нижче                   | 8-ме або нижче                   |
| Місце | 5-те                  | 9-те або нижче без швидкого кола | 8-ме або нижче без швидкого кола |
| Місце | 6-те + найшвидше коло | 10-те або нижче                  | 9-те або нижче                   |
| Місце | 6-те                  | Без очок                         | 9-те або нижче без швидкого кола |

## Вільні заїзди
| Сесія | Лідер           | Конструктор     | Ш | Час      | Джерело |
| ----- | --------------- | --------------- | - | -------- | ------- |
| 1     | Фернандо Алонсо | Альпін — Рено   | P | 1:42.248 | [ 4 ]   |
| 2     | Джордж Расселл  | Мерседес        | P | 1:41.935 | [ 5 ]   |
| 3     | Макс Ферстаппен | Ред Булл — RBPT | P | 1:30.671 | [ 6 ]   |

## Кваліфікація

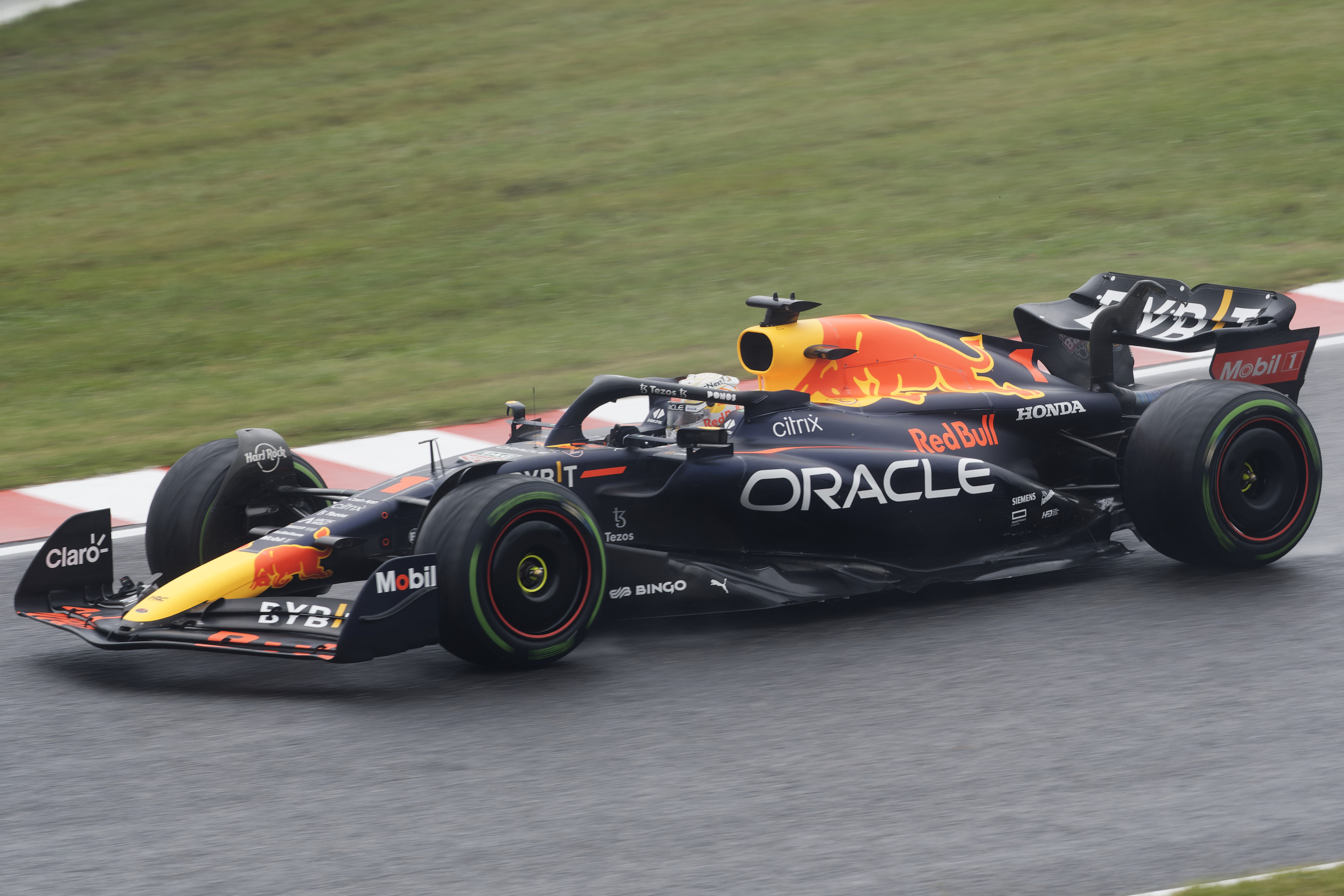
Макс Ферстаппен під час 2-го вільного заїзду

| Місце                                   | №  | Пілот               | Конструктор             | Частина 1 | Частина 2 | Частина 3 | Старт    |
| --------------------------------------- | -- | ------------------- | ----------------------- | --------- | --------- | --------- | -------- |
| 1                                       | 1  | Макс Ферстаппен     | Ред Булл — RBPT         | 1:30.224  | 1:30.346  | 1:29.304  | 1        |
| 2                                       | 16 | Шарль Леклер        | Феррарі                 | 1:30.402  | 1:30.486  | 1:29.314  | 2        |
| 3                                       | 55 | Карлос Сайнс (мол.) | Феррарі                 | 1:30.336  | 1:30.444  | 1:29.361  | 3        |
| 4                                       | 11 | Серхіо Перес        | Ред Булл — RBPT         | 1:30.622  | 1:29.925  | 1:29.709  | 4        |
| 5                                       | 31 | Естебан Окон        | Альпін — Рено           | 1:30.696  | 1:30.357  | 1:30.165  | 5        |
| 6                                       | 44 | Льюїс Гамільтон     | Мерседес                | 1:30.906  | 1:30.443  | 1:30.261  | 6        |
| 7                                       | 14 | Фернандо Алонсо     | Альпін — Рено           | 1:30.603  | 1:30.343  | 1:30.322  | 7        |
| 8                                       | 63 | Джордж Расселл      | Мерседес                | 1:30.865  | 1:30.465  | 1:30.389  | 8        |
| 9                                       | 5  | Себастьян Феттель   | Астон Мартін — Мерседес | 1:31.256  | 1:30.656  | 1:30.554  | 9        |
| 10                                      | 4  | Ландо Норріс        | Макларен — Мерседес     | 1:30.881  | 1:30.473  | 1:31.003  | 10       |
| 11                                      | 3  | Данієль Ріккардо    | Макларен — Мерседес     | 1:30.880  | 1:30.659  |           | 11       |
| 12                                      | 77 | Вальттері Боттас    | Альфа Ромео — Феррарі   | 1:31.226  | 1:30.709  |           | 12       |
| 13                                      | 22 | Юкі Цунода          | Альфа Таурі — RBPT      | 1:31.130  | 1:30.808  |           | 13       |
| 14                                      | 24 | Чжоу Гуаньюй        | Альфа Ромео — Феррарі   | 1:30.894  | 1:30.953  |           | 14       |
| 15                                      | 47 | Мік Шумахер         | Хаас — Феррарі          | 1:31.152  | 1:31.439  |           | 15       |
| 16                                      | 23 | Александр Албон     | Вільямс — Мерседес      | 1:31.311  |           |           | 16       |
| 17                                      | 10 | П'єр Гаслі          | Альфа Таурі — RBPT      | 1:31.322  |           |           | Піт-лейн |
| 18                                      | 20 | Кевін Магнуссен     | Хаас — Феррарі          | 1:31.352  |           |           | 17       |
| 19                                      | 18 | Ленс Стролл         | Астон Мартін — Мерседес | 1:31.419  |           |           | 18       |
| 20                                      | 6  | Ніколас Латіфі      | Вільямс — Мерседес      | 1:31.511  |           |           | 19       |
| 107 % від лідера першої сесії: 1:36.539 |    |                     |                         |           |           |           |          |
| Джерело:                                |    |                     |                         |           |           |           |          |

## Гонка
| Місце                                                                                  | №  | Пілот               | Конструктор             | Кола | Час/причина сходу      | Старт    | Очки |
| -------------------------------------------------------------------------------------- | -- | ------------------- | ----------------------- | ---- | ---------------------- | -------- | ---- |
| 1                                                                                      | 1  | Макс Ферстаппен     | Ред Булл — RBPT         | 28   | 3:01:44.004            | 1        | 25   |
| 2                                                                                      | 11 | Серхіо Перес        | Ред Булл — RBPT         | 28   | +27.066                | 4        | 18   |
| 3                                                                                      | 16 | Шарль Леклер        | Феррарі                 | 28   | +31.763                | 2        | 15   |
| 4                                                                                      | 31 | Естебан Окон        | Альпін — Рено           | 28   | +39.685                | 5        | 12   |
| 5                                                                                      | 44 | Льюїс Гамільтон     | Мерседес                | 28   | +40.326                | 6        | 10   |
| 6                                                                                      | 5  | Себастьян Феттель   | Астон Мартін — Мерседес | 28   | +46.358                | 9        | 8    |
| 7                                                                                      | 14 | Фернандо Алонсо     | Альпін — Рено           | 28   | +46.369                | 7        | 6    |
| 8                                                                                      | 63 | Джордж Расселл      | Мерседес                | 28   | +47.661                | 8        | 4    |
| 9                                                                                      | 6  | Ніколас Латіфі      | Вільямс — Мерседес      | 28   | +1:10.143              | 19       | 2    |
| 10                                                                                     | 4  | Ландо Норріс        | Макларен — Мерседес     | 28   | +1:10.782              | 10       | 1    |
| 11                                                                                     | 3  | Данієль Ріккардо    | Макларен — Мерседес     | 28   | +1:12.877              | 11       |      |
| 12                                                                                     | 18 | Ленс Стролл         | Астон Мартін — Мерседес | 28   | +1:13.904              | 18       |      |
| 13                                                                                     | 22 | Юкі Цунода          | Альфа Таурі — RBPT      | 28   | +1:15.599              | 13       |      |
| 14                                                                                     | 20 | Кевін Магнуссен     | Хаас — Феррарі          | 28   | +1:26.016              | 17       |      |
| 15                                                                                     | 77 | Вальттері Боттас    | Альфа Ромео — Феррарі   | 28   | +1:26.496              | 12       |      |
| 16                                                                                     | 24 | Чжоу Гуаньюй        | Альфа Ромео — Феррарі   | 28   | +1:27.043              | 14       |      |
| 17                                                                                     | 47 | Мік Шумахер         | Хаас — Феррарі          | 28   | +1:32.523              | 15       |      |
| 18                                                                                     | 10 | П'єр Гаслі          | Альфа Таурі — RBPT      | 28   | +1:48.091              | Піт-лейн |      |
| Схід                                                                                   | 55 | Карлос Сайнс (мол.) | Феррарі                 | 0    | Аварія                 | 3        |      |
| Схід                                                                                   | 23 | Александр Албон     | Вільямс — Мерседес      | 0    | Пошкодження від аварії | 16       |      |
| Найшвидше коло: Чжоу Гуаньюй (Альфа Ромео — Феррарі) — 1:44.411, поставлене на 20 колі |    |                     |                         |      |                        |          |      |
| Джерело:                                                                               |    |                     |                         |      |                        |          |      |

## Положення у чемпіонаті після гонки
| Місце   | Пілот               | Очки |
| ------- | ------------------- | ---- |
| 1       | Макс Ферстаппен     | 366  |
| 2       | Серхіо Перес        | 253  |
| 3       | Шарль Леклер        | 252  |
| 4       | Джордж Расселл      | 207  |
| 5       | Карлос Сайнс (мол.) | 202  |
| Джерело |                     |      |

| Місце   | Конструктор         | Очки |
| ------- | ------------------- | ---- |
| 1       | Ред Булл — RBPT     | 619  |
| 2       | Феррарі             | 454  |
| 3       | Мерседес            | 387  |
| 4       | Альпін — Рено       | 143  |
| 5       | Макларен — Мерседес | 130  |
| Джерело |                     |      |